# NGC 3862

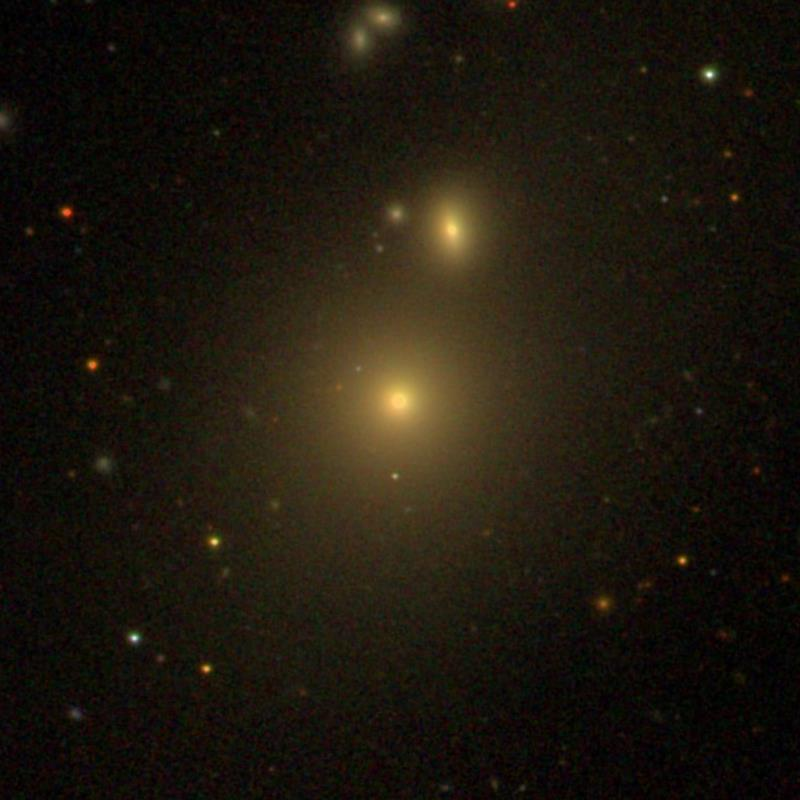
Hình ảnh của NGC 3862

NGC 3862 là tên của một thiên hà elip cách chúng ta 300 triệu năm ánh sáng và nằm trong chòm sao Sư Tử. Vào ngày 27 tháng 4 năm 1785, nhà thiên văn học người Đức William Herschel đã phát hiện ra thiên hà này. Bên cạnh đó, nó là một trong những thiên hà nằm ngoài rìa cụm các thiên hà thuộc chòm sao Sư Tử.
Thiên hà này được phân loại là thiên hà radio loại FR I. Nó có chứa một lỗ đen siêu khối lượng nặng gấp 4.7×108 lần khối lượng mặt trời, lỗ đen này kích động một luồng plasma khiến nó di chuyển với tốc độ bằng 98% tốc độ của ánh sáng. Đặc biệt là nó là một trong số ít các luồng vật chất phát ra ánh sáng có thể nhìn thấy được mà không qua các công cụ đặc biệt khác.
Cách NGC 3862 72000 năm ánh sáng (22000 parsec) là một thiên hà hình elip hay là một thiên hà hình hạt đậu tên là IC 2955.

## Luồng vật chất
Bridle et al. đã thực hiện các cuộc quan sát vào năm 1981 bằng cách sử dụng các bản đồ đã được trạm quan sát VLA (Very Large Arrar). Và thu được kết quả là một cấu trúc giống như một luồng vật chất xuất hiện từ tâm của NGC 3862. Vào cuối tháng 1 năm 1992, kính viễn vọng Hubble đã quan sát NGC 3862 với máy ghi phổ dùng riêng cho các vật thể mờ nhạt đã xác nhận sự có mặt của luồng vật chất này tại tâm của NGC 3862.
Tại luồng vật chất có bốn cái nút mờ được gọi tên lần lượt là A, B, C, D. Những cái nút này cho thấy một cấu trúc tương tự như một chuỗi ngọc trai.

## Dữ liệu hiện tại
Theo như quan sát, đây là thiên hà nằm trong chòm sao Sư Tử và dưới đây là một số dữ liệu khác:
Xích kinh 11h 45m 05.0s
Độ nghiêng 19° 36′ 23″
Dịch chuyển đỏ (Redshift) 0.021718 ± 0.000019
Vận tốc hướng tâm 6511 ± 6 km/s
Khoảng cách 304 Mly (93,3 Mpc)
Cấp sao biểu kiến 13.67
Kích thước biểu kiến 1.5 x 1.5